# ام‌وی الکزیا
ام‌وی الکزیا (به انگلیسی: MV Alexia) یک کشتی بود. این کشتی در سال ۱۹۳۴ ساخته شد.